# Louvie-Juzon
Louvie-Juzon (okzitanisch: Lobier de Baish) ist eine französische Gemeinde mit 1073 Einwohnern (Stand: 1. Januar 2022) im Département Pyrénées-Atlantiques in der Region Nouvelle-Aquitaine. Sie gehört zum Kanton Oloron-Sainte-Marie-2 (bis 2015: Kanton Arudy) im Arrondissement Oloron-Sainte-Marie.

## Geografie
Louvie-Juzon liegt etwa 24 Kilometer südsüdwestlich von Pau im Nationalpark Pyrenäen im Tal Vallée d’Ossau am Gave d’Ossau. Im Gemeindegebiet entspringt der Béez. Umgeben wird Louvie-Juzon von den Nachbargemeinden Sainte-Colome und Lys im Norden, Bruges-Capbis-Mifaget im Nordosten, Asson im Osten, Louvie-Soubiron im Süden, Castet und Bielle im Westen und Südwesten, Izeste im Westen sowie Arudy und Sevignac-Meyracq im Nordwesten.

## Geschichte

### Bevölkerungsentwicklung
| Jahr      | 1962 | 1968 | 1975 | 1982 | 1990 | 1999 | 2006 | 2013 |
| Einwohner | 1108 | 1049 | 1057 | 1023 | 1014 | 981  | 1100 | 1089 |

## Sehenswürdigkeiten
- Kirche Saint-Martin aus dem 16./17. Jahrhundert

## Persönlichkeiten
- Raymond Orteig (1870–1939), Hotelier